# Nanicellidae
Nanicellidae es una familia de foraminíferos bentónicos que en las clasificaciones tradicionales hubiese sido incluida en la superfamilia Fusulinoidea, del suborden Fusulinina y del orden Fusulinida. Su rango cronoestratigráfico abarca desde el Givetiense (Devónico medio) hasta el Frasniense (Devónico superior).

## Discusión
Clasificaciones más recientes hubiesen incluido Nanicellidae en la superfamilia Loeblichioidea, del suborden Endothyrida, del orden Endothyrina, de la subclase Afusulinana y de la clase Fusulinata. También ha sido incluido en la superfamilia Nanicelloidea del orden Pseudopalmulida. Normalmente es considerado un sinónimo posterior de Loeblichiidae.

## Clasificación
Nanicellidae incluía a las siguientes subfamilia y géneros:
- Subfamilia Nanicellinae
  - Nanicella †
  - Rhenothyra †